# Hévé (Grand-Popo)
Hévé (ou Hèvè, Hêvê) est un village de pêcheurs situé dans le Sud du Bénin, au bord du fleuve Mono et à proximité de la frontière avec le Togo. Il est rattaché à la commune de Grand-Popo dans le département du Mono. C'est un haut lieu du culte vaudou, auquel l'acteur et réalisateur américain d'origine béninoise Djimon Hounsou a consacré un film documentaire, tourné dans le village.

## Population
Lors du recensement de 1992, 1 136 habitants y ont été dénombrés.

## Présence du culte vaudou
HISTOIRE

Hèvè,petit village Historique et touristique du Sud Bénin et berceau du vodoun à Grand-Popo est situé sur la rive gauche du fleuve Mono. Son fondateur ATCHABAVI, unpêcheur de la zone de Savi, un fugitif qui avait été emprisonné injustement a eu la vie sauve grâce à l'aide de l'un de ses amis. Hèvè étant une presqu'île et logée entre les fleuves Mono et Sazué,une cachette sûre, il s'y est installée sous la protection du Roi d'Agbanakin dont le palais royal est situé dans le Togo. Son nom ATCHABAVI vient de la chaîne de prisonnier (Atchaba en langue Xwla) qu'il portait encore lors de sa fuite. Après la pêche il séchait ses filets sur une branchage faite à l'aide d'un arbre Hètin qui a germé alors que normalement tant que ce n'est pas une graine, les branches de cet arbre ne poussent jamais de racines quand ont les met en terre d'où le nom Hèvè(Mystère). Ce ville mystérieux a connu l'arrivée des vagues successives de populations qui ont migré vers le sud fuyant les guerres de conquêtes des rois de Danxomè. Ainsi ce village compte aujourd'hui plusieurs quartiers notamment Dogbadji, Houézècomè, Xwlacomè, Hounvè, Zandji, Holouglo et Saligato. Il abrite également plusieurs divinités, tels que Heviosso (dieu du tonnerre), Dogblossou (l'incarnation du boa), Ololouvo, Mayigbé; deux couvents de Zangbéto et un couvent de divers fétiches à Dogbadji quartier du fondateur. Vers le XVème Siècle le village aurait connu des assauts répétés des troupes armées ennemies qui se sont soldés par des échecs cuisants. Ainsi plusieurs généraux de guerre et amazones ont été capturés et transformés en fétiches (Lègba) que les villageois continuent d'adorer de nos jours. C'est le cas des fétiches Kpossou et Gaou du nom des généraux capturés.

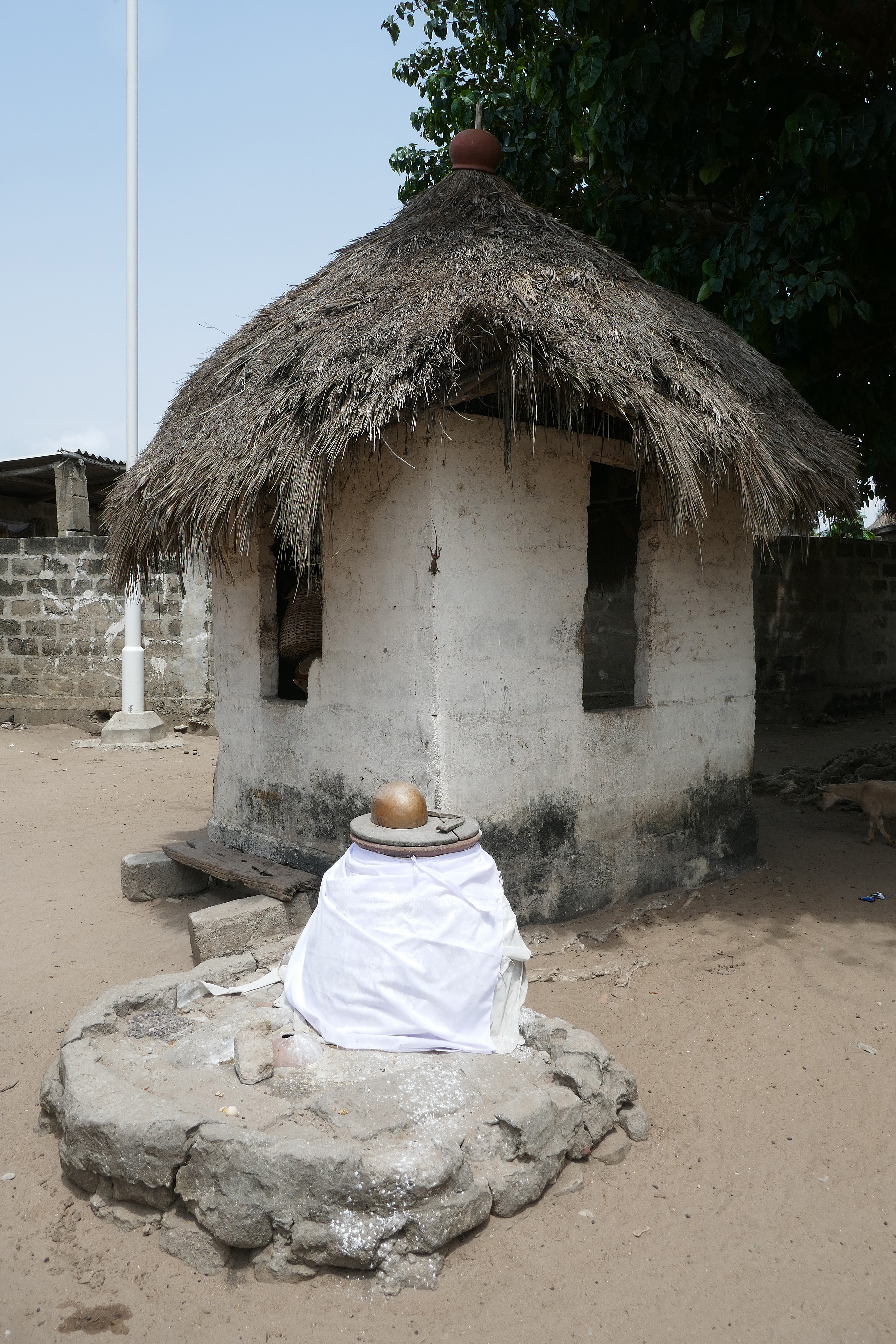
Petit temple
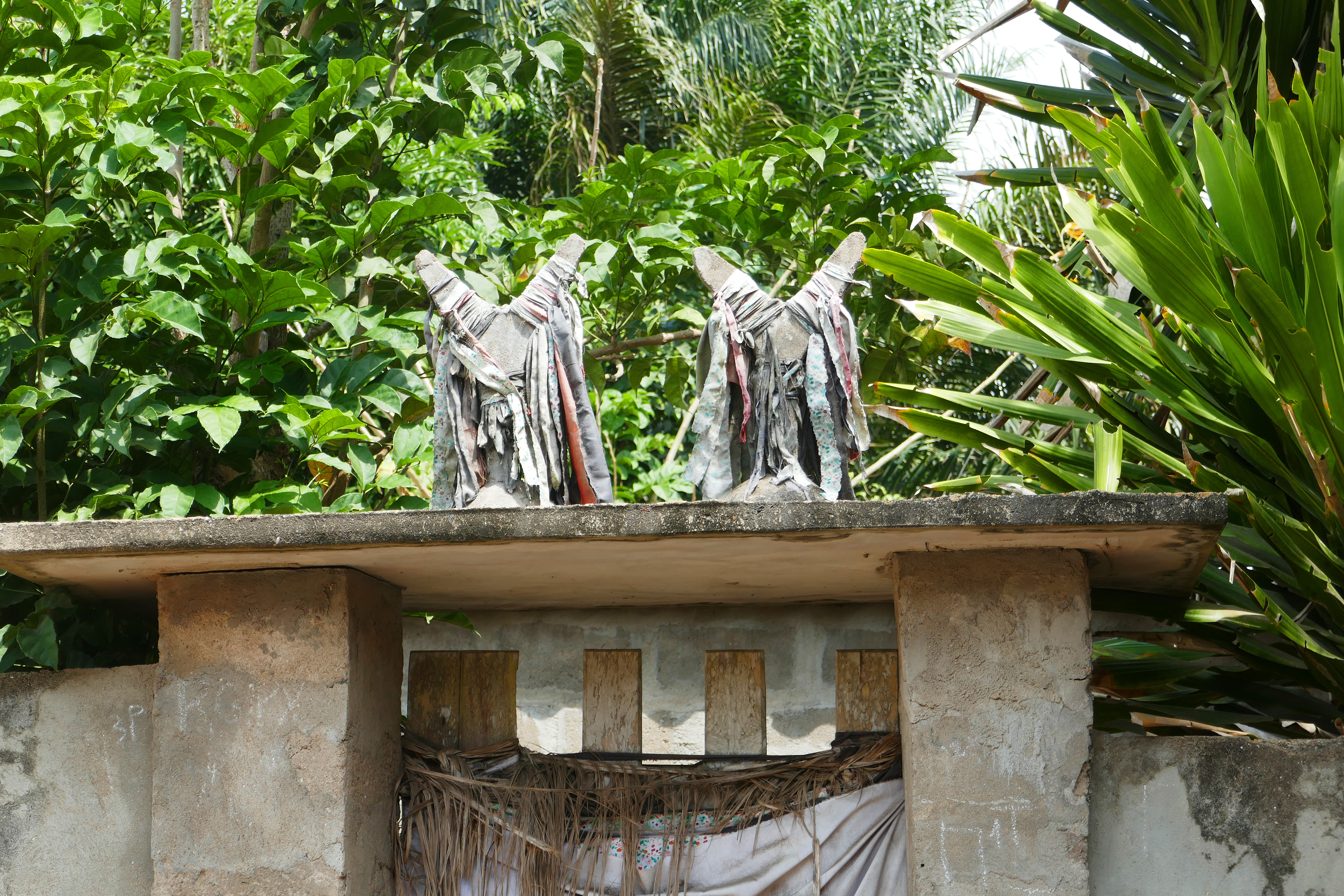
Entrée d'un temple
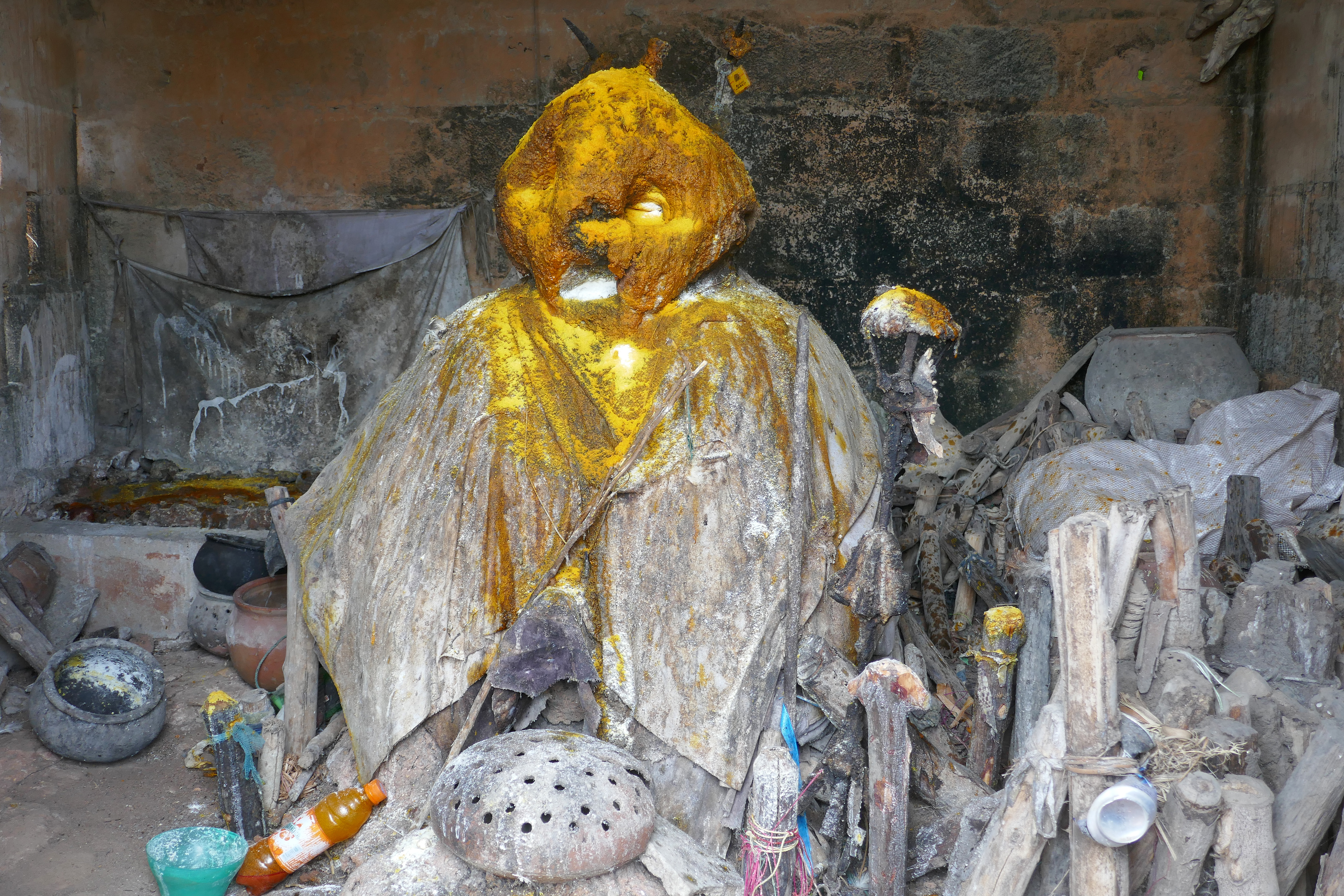
Sanctuaire d'Agbo Allomazegbekpon
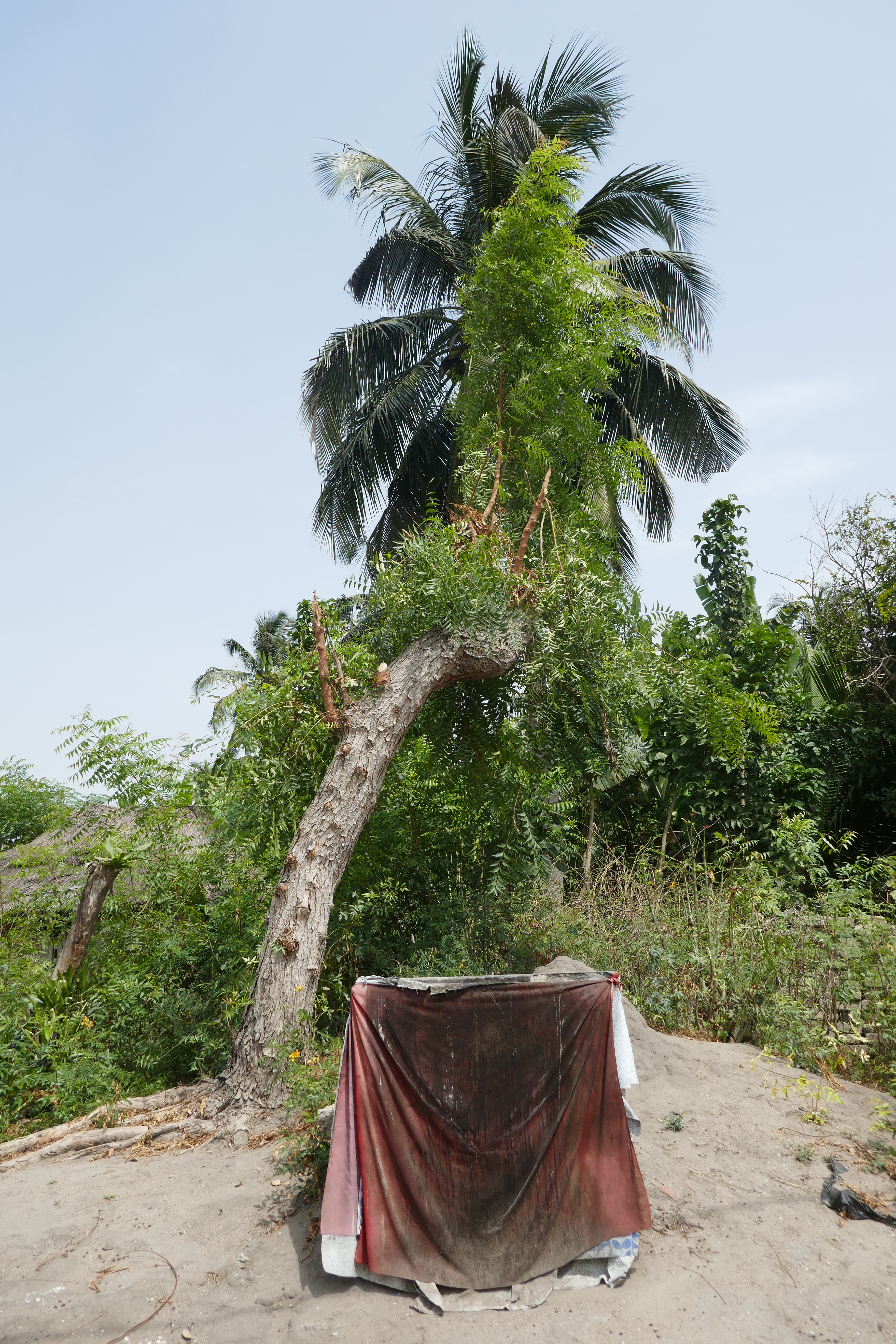
Autel
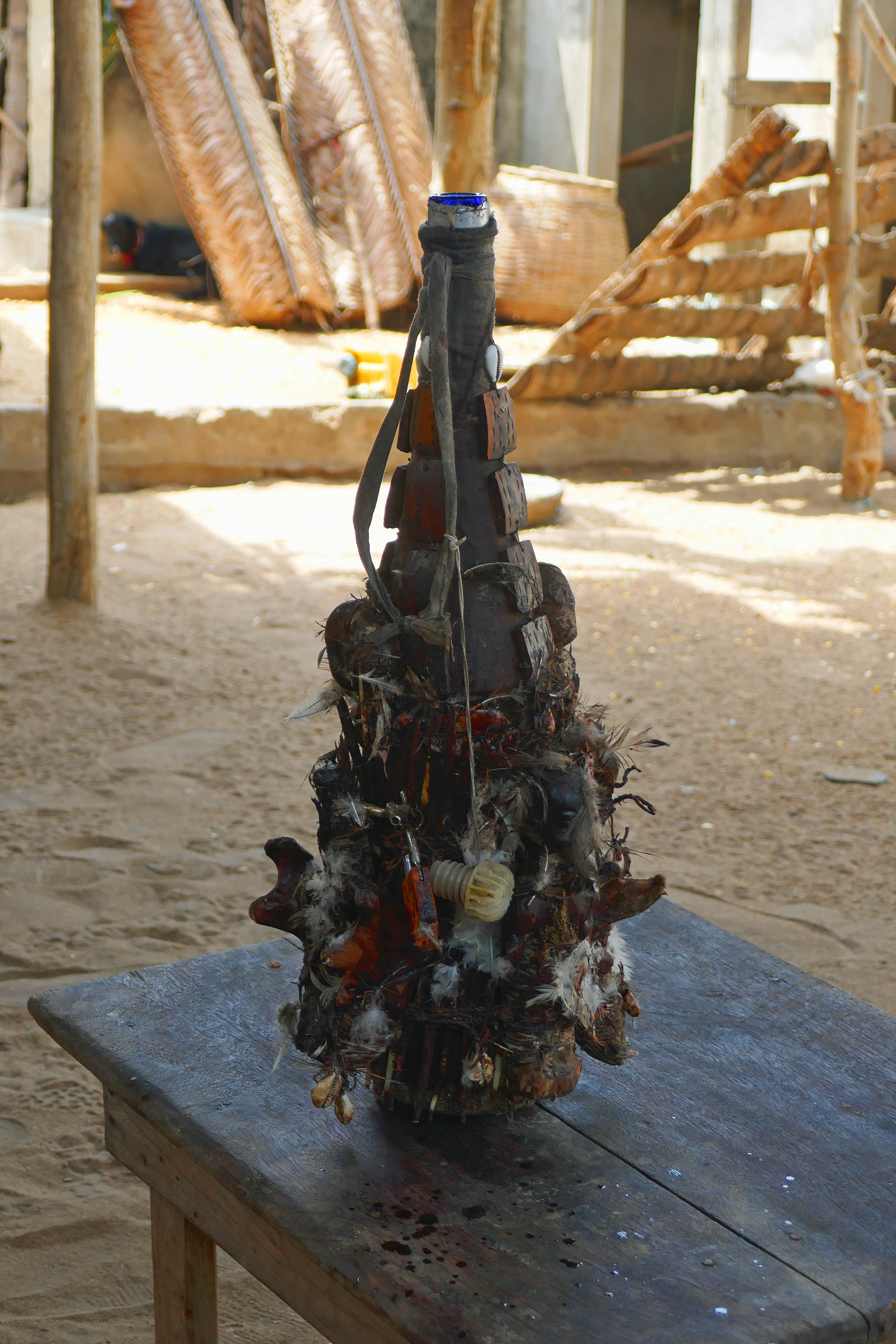
Fétiche familial
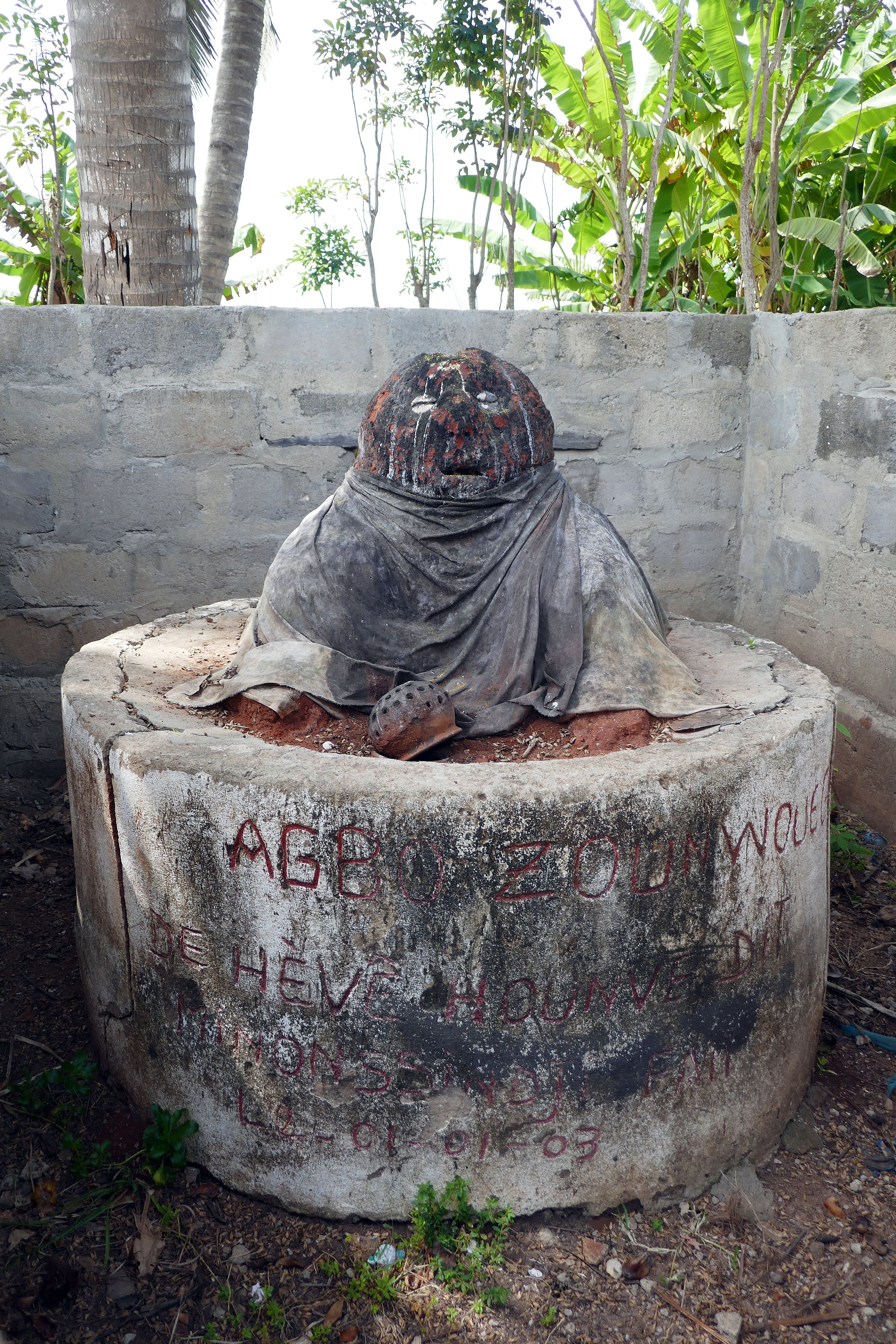
Divinité